# P. C. Hodgell

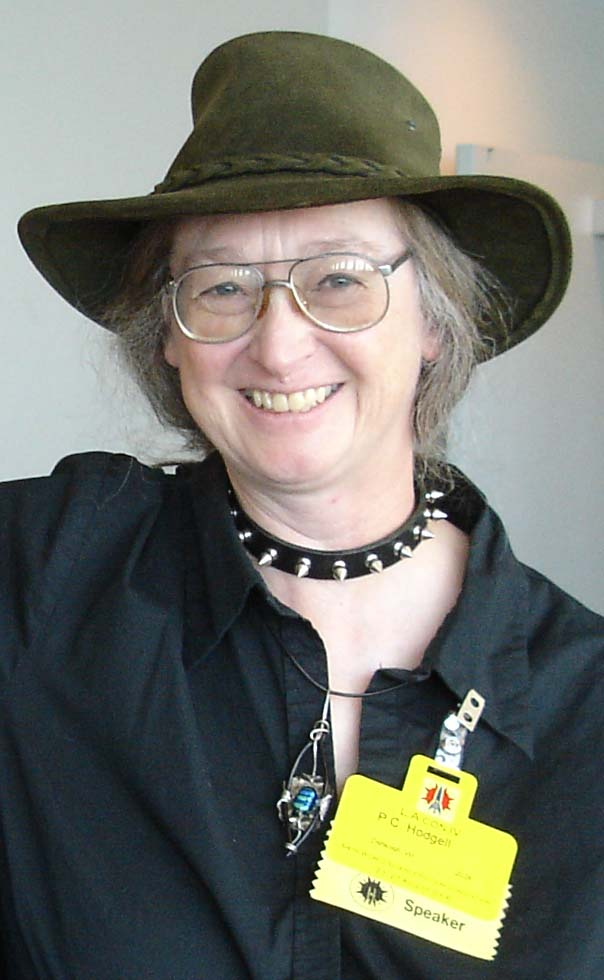
P. C. Hodgell

Patricia Christine Hodgell  (* 16. März 1951 in Des Moines, Iowa, USA) ist eine US-amerikanische Fantasy-Autorin. Sie unterrichtet Englisch am University of Wisconsin System in Oshkosh, Wisconsin.
Zwischen dem Erscheinen ihrer ersten beiden Romane erwarb sie ihren Ph. D. im Fach Englische Literatur des 19. Jahrhunderts. Sie promovierte über Wahrheit und Fiktion in Walter Scotts Ivanhoe.

## Werke

### Jame of the Kencyrath
- Band 1: God Stalk, 1983 (ISBN 978-0425060797)
- Band 2: Dark of the Moon, 1985 (ISBN 978-0689311710)
- Band 3: Seeker's Mask, 1994 (ISBN 978-0739418871)
- Band 4: To Ride a Rathorn, 2006 (ISBN 978-1592221028)
- Band 5: Bound in Blood, 2010 (ISBN 978-1439133408)
- Band 6: Honor's Paradox, 2011 (ISBN 978-1451637625)
- Band 7: The Sea of Time, 2014 (ISBN 978-1476736495)
- Band 8: The Gates of Tagmeth, 2017 (ISBN 978-1481482547)[1]
- Band 9: By Demons Possessed, 2019 (ISBN 978-1481483988)
- Band 10: Deathless Gods, 2022 (ISBN 978-1982192167)

### Kurzgeschichten über Jame
- Stranger Blood
- Child of Darkness
- Bones
- A Matter of Honor